# Вилмингтон (Охајо)
Вилмингтон (енгл. Wilmington) град је у америчкој савезној држави Охајо.

## Демографија
По попису из 2010. године број становника је 12.520, што је 599 (5,0%) становника више него 2000. године.
| Група             | 2000.          | 2010.          |
| Белци             | 10.739 (90,1%) | 10.886 (86,9%) |
| Афроамериканци    | 801 (6,7%)     | 766 (6,1%)     |
| Азијати           | 77 (0,6%)      | 101 (0,8%)     |
| Хиспаноамериканци | 100 (0,8%)     | 320 (2,6%)     |
| Укупно            | 11.921         | 12.520         |